# Чапаевка (Чувашия)
Чапа́евка (чув. Чапаевка) — посёлок Алатырского района Чувашской Республики. Относится к Первомайскому сельскому поселению.

## Географическое положение
Посёлок расположен в 35 км (по автодорогам) к востоку от районного центра, Алатыря. Ближайшая железнодорожная станция Алатырь — там же. Находится в 5 км по автодорогам к востоку от центра поселения.

## История
В декабре 1930 года появился посёлок, получивший название по сельхозартели «Труд Пахаря» (с 1935 года — им. С. П. Петрова, с 1938 года — им. Чапаева). В 1938 году посёлок Труд Пахаря был назван Чапаевкой.

### Административная принадлежность
Со времени основания до 2004 года относился к Староайбесинскому сельсовету Алатырского района (в 1935—1939 годах — Тархановского района, в 1939—1959 годах — Первомайского района, с июля по октябрь 1959 года — Батыревского, затем вновь Алатырского), в 2004 году передан в Первомайское сельское поселение.

## Население
| 2010 | 2012 |
| ---- | ---- |
| 20   | ↗25  |

Число дворов и жителей:
- 1934 — 15 дворов, 72 человека.
- 1939 — 34 двора, 91 мужчина, 92 женщины.
- 1979 — 76 мужчин, 70 женщин.
- 2002 — 20 дворов, 43 человека: 22 мужчины, 21 женщина (все чуваши)[5].
- 2010 — 8 частных домохозяйств, 20 человек: 11 мужчин, 9 женщин[2].